# 王培
王培（1963年8月—），福建福清人，汉族，中国共产党党员。中华人民共和国政治人物、第十三届全国人民代表大会福建省代表。中国铁路南昌局集团董事长兼党委书记。

## 生平
2018年，王培被选为福建省出席第十三届全国人民代表大会代表。